# Ultimatum
 Ovo je glavno značenje pojma Ultimatum. Za druga značenja pogledajte Ultimatum (razdvojba).
Ultimatum (lat. posljednji) je zahtjev čije ispunjenje se traži u određenom vremenskom rokom i iza koga stoji prijetnja koja će provesti ako se zahtjev ne ispuni. Ultimatum najčešće predstavlja posljednji u nizu zahtjeva. Zbog toga je rok ispunjavanja obično kratak, a za zahtjev se podrazumijeva da o njemu nema daljih pregovora.
Prijetnja kojom se podržava ultimatum može ovisiti o zahtjevu kao i drugim okolnostima. Najčešći primjeri su:
- u diplomaciji je to prijetnja objavom rata, poduzimanje drugih vojnih akcija ili proglašenjem sankcija kao što su trgovačke restrikcije i embargo.
- prilikom otmice, ultimatum predstavlja prijetnja otmičara da će ubiti taoce, ili prijetnja vlasti da će ih osloboditi primjenom sile.

U svakodnevnom životu, ultimatumi se postavljaju u raznim kontekstima, kao što su:
- u pravnim postupcima (npr. zahtjev za postizanje sudske nagodbe ili podvrgne suđenju)
- u poslovnim odnosima (npr. zahtjev za prihvaćanje određene cijene ili odustane od ugovora)
- u osobnim odnosima (npr. zahtjev za prekidom s izvanbračne veze ili suočavanje s rastavom braka).

Takvi ultimatumi mogu i ne moraju biti društveno prihvatljivi. Ultimatumi mogu biti i dio krivičnog djela iznude.